# Благовар
Благова́р (баш. Благовар) — село в Благоварском районе Республики Башкортостан Российской Федерации. Центр Благоварского сельсовета. Согласно переписи 2020 года население составляло 2081 человек. Через Благовар протекает река Кармала.

## География

### Географическое положение
Расстояние до:
- районного центра (Языково): 15 км,
- ближайшей ж/д станции (Благовар): 0 км,
- Уфы: 90 км.

## Население
| 2002 | 2009  | 2010  |
| ---- | ----- | ----- |
| 1923 | ↗2136 | ↘2061 |

Согласно переписи 2002 года, преобладающие национальности — башкиры (42 %), русские (30 %).

## Религия
В селе есть православная церковь царственных страстотерпцев и мечеть.